# Beelen
Beelen er en by i Tyskland i delstaten Nordrhein-Westfalen med cirka 6.000 indbyggere. Den ligger i kreisen Warendorf, cirka 30 km sydøst for Bielefeld og 35 km øst for Münster.